# Lucas Makowsky
Lucas Makowsky (Regina, 30 maggio 1987) è un pattinatore di velocità su ghiaccio canadese.
È di origine ucraina.

## Carriera
Ha vinto la medaglia d'oro olimpica nel pattinaggio di velocità alle Olimpiadi invernali di Vancouver 2010 nella gara di inseguimento a squadre maschile assieme a Mathieu Giroux e Denny Morrison.
Ha partecipato anche alle Olimpiadi invernali 2014.
Ai mondiali di pattinaggio di velocità in distanza singola del 2011 ha conquistato una medaglia d'argento nell'inseguimento a squadre e una medaglia di bronzo nella gara di 1500 metri.